# Донцовський звір

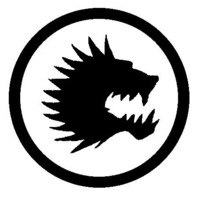
Донцовський звір

Донцовський звір (також тотем Донцова) — голова міфічної тварини, яка символізує шляхетність лева, хоробрість вовка і непіддатливість їжака.
Вигадана Дмитром Донцовим, як емблема його книги «Націоналізм» 1926 р. Донцовський звір поєднує риси трьох тварин, якості яких уособлює — це лев (шляхетність), вовк (хоробрість), їжак (непіддатливість), якості якими повинен володіти націоналіст на думку Д. Донцова. Ренесанс популярності націоналістичних ідей у сучасному українському суспільстві зробив «Донцовського звіра» популярним символом у молодіжному середовищі.

## Використання

#### Самим доктором Д. Донцовим
Емблема книги «Націоналізм» 1926 р.
Зображення на палітурці журналу «ВІСТНИК» від № 7-8 за 1933 р., який символізував «агресивність — потугу — колючість» його ідеології.

#### Послідовниками ідей
Використовується, як основа логотипу ГО «Молодіжний Націоналістичний Конгрес». та Школи боксу «Донцовський звір» у Миколаєві Львівської області.
Громадська організація «Патріот України» споруджує пам'ятні знаки на знакових для української історії місцях. Зокрема, одразу ж за Салтівським житловим масивом Харкова, на місці скіфського городища, на якому в козацьку добу збудували свій степовий форт слобожанці, у 2007 році на річницю утворення Української військової організації (УВО) тут було встановлено дерев'яний щит із зображенням Донцовського звіра.

У своїй статті «Євгеніка та расова антропологія в українській радикально-націоналістичній традиції» шведсько-американський історик Пер Андерс Рудлінг порівнює голову Проводу ОУН-Б Ярослава Стецька з Донцовським звіром:
Зі своєю паралізованою рукою, трохи підвищеним тембром голосу, хворобливий Стецько був досить парадоксальним утіленням донцовського аморального, героїчного звіра з «палкою вірою та кам'яним серцем».

Дизайн одягу ГО «МНК» та Ґwear  [Архівовано 2 січня 2018 у Wayback Machine.]

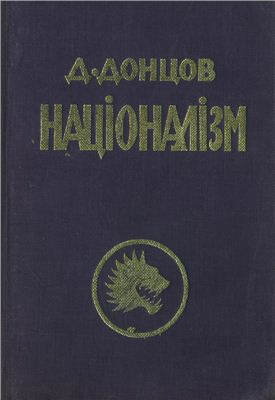
Обкладинка першого видання «Націоналізм» 1926 р.
Львівський журнал «Вістник», вересень 1933
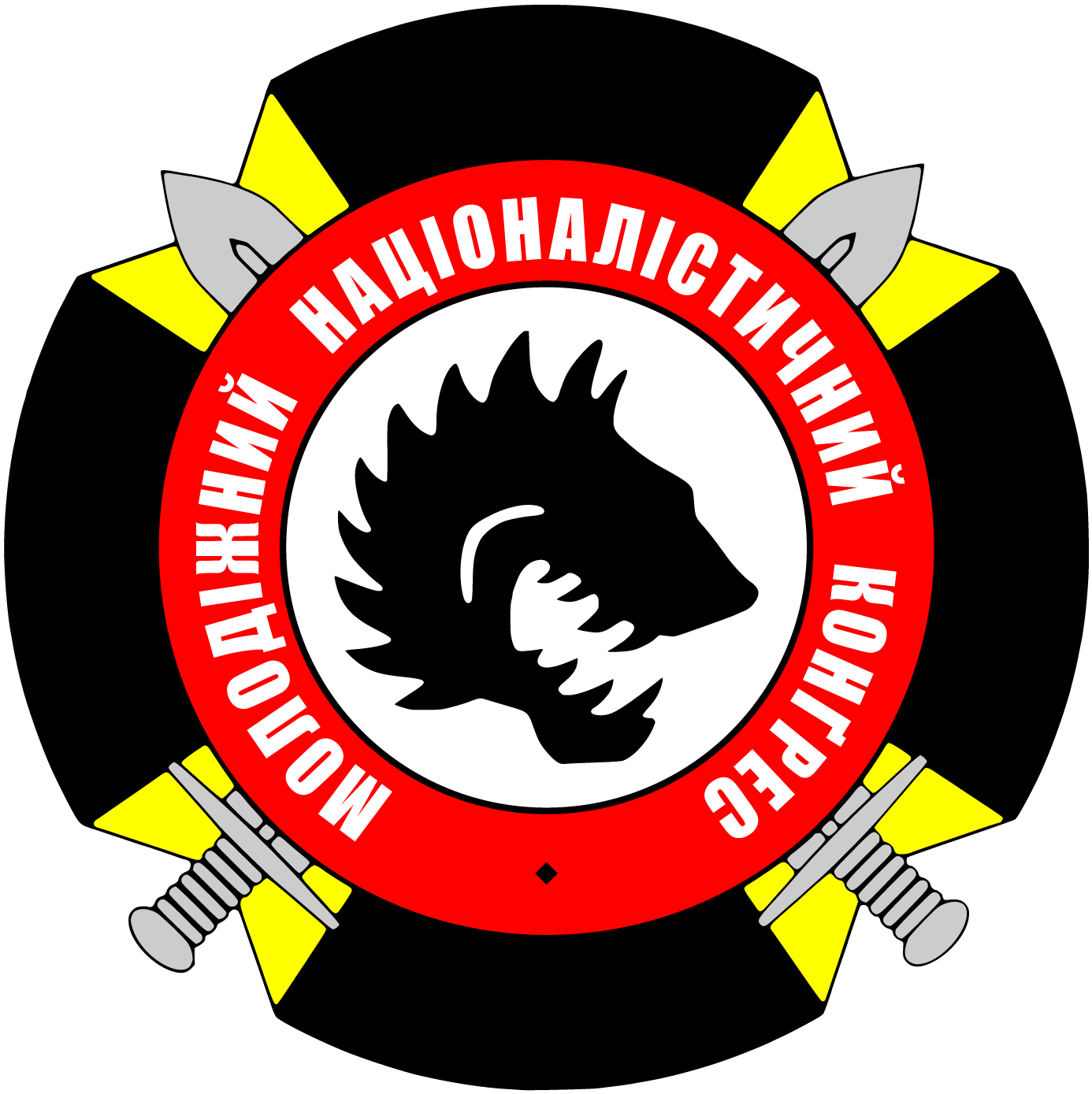
Емблема ГО «Молодіжний Націоналістичний Конгрес».